# Rábatótfalu
Rábatótfalu (szlovénül Slovenska ves, németül Windischdorf, latinul Villa Sclavorum) egykori Vas vármegyei szlovén település, a Vendvidék legrégibb községe. Szentgotthárd központjától délnyugatra fekszik a Vasszentmihály-Felsőszölnök közti 7454-es út mentén; jelenleg Szentgotthárd része.

## Története
A falu majorokból jött létre, amelyeket azok a szlovén (vend) földművesek hoztak létre, akiket a ciszterek telepítettek le a 12. század végén. 1221-ben már szerepel Villa Sclavorum néven, amelyben a latin sclavus (szláv) szó utal a lakosság etnikumára, a német Windischdorf-ban a windisch pedig a vend népnév megfelelője.

A község lakói a ciszterek jobbágyai voltak hosszú időn át.

1643-1690 a község hódolt a törököknek. 1664-ben tatárok felégették, és a szentgotthárdi csata során a török sereg arcvonala is itt húzódott a Rába partján.
A faluban egy harangláb épült, amit 1825-ben felújítottak, és a harangot is kicserélték. Egy évvel később tűz pusztított a községben, s azóta a falu védőszentje Szent Flórián, akinek tiszteletére 1882 és 1885 között kápolnát emeltek a harangláb helyén, ami ma is látható. A benne található Flórián-szobrot Scsavnicsár István apátistvánfalvi plébános adományozta.
Szent Flórián napja (május 4.) búcsújárás ideje a községben, s pünkösd után fogadalmi búcsút tartanak a korábbi tűzvész emlékére.
A falut 1983-ban Szentgotthárdhoz csatolták, amikor az városi rangot kapott. A volt falu lakói ma is többségében szlovénok.

## A község szülöttei
- Gáspár Ferenc muraszombati plébános
- Drávecz Alajos író
- Gáspár Károly néprajztudós
- Szvétecz Ernő szocialista értelmiségi
- Pavlics Irén szerkesztőnő